# جن دنر
جن دنر (انگلیسی: John Dehner; ۲۳ نوامبر ۱۹۱۵ – ۴ فوریهٔ ۱۹۹۲) بازیگر و نوازنده پیانو اهل ایالات متحده آمریکا بود.

## گزیده فیلمشناسی
از فیلم‌ها یا برنامه‌های تلویزیونی که وی در آن نقش داشته‌است می‌توان به یاغی‌ها، پسران برزیل، ولخرج، مردی از غرب، مردان واقعی، چرخ‌وفلک، تیرانداز چپ‌دست، آپاچی، تیمبوکتو، کشتن تقدیر، و میرکل مایل شاپس اشاره کرد.